# Odwodornienie
Odwodornienie (dehydrogenacja) – reakcja chemiczna polegająca na odszczepianiu od cząsteczek atomów wodoru. Jest reakcją odwrotną do uwodorniania.
Reakcje odwodornienia dzieli się zazwyczaj według rodzaju wiązań w cząsteczce, od których wodór jest odszczepiany.
- węgiel – węgiel
- węgiel – tlen
- węgiel – azot

W wyniku odłączenia wodoru od atomów węgla połączonych ze sobą wiązaniem pojedynczym, powstaje odpowiednia olefina. Ten rodzaj odwodornienia jest szeroko stosowany w przemyśle, przede wszystkim podczas odwodornienia parafin.
Przykładowo, dla odwodornienia etanu:
C2H6 → C2H4 + H2
W przypadku odłączania wodoru od atomów węgla i tlenu powstają – w przypadku alkoholi pierwszorzędowych – odpowiednie aldehydy, a w przypadku odwodornienia alkoholi drugorzędowych – odpowiednie ketony. Przykładem, może być otrzymywanie formaldehydu z metanolu:
CH3-OH → HCHO + H2
czy acetonu z alkoholu izopropylowego:
(CH3)2CHOH → (CH3)2CO + H2
Przykładem reakcji, gdzie wodór odszczepiany jest od atomów węgla i azotu, połączonych wiązaniem pojedynczym, może być reakcja odwodornienia amin pierwszorzędowych do nitryli:
R-CH2NH2 → R-CN + 2H2

## Odwodornienie w biochemii
W kontekście biochemicznym przez odwodornienie rozumie się reakcję polegającą na uwolnieniu dwóch atomów wodoru (a dokładniej dwóch protonów i dwóch elektronów) z substratu i przeniesieniu ich na koenzym, którym może być NAD+ lub FAD.

## Termodynamika procesu
Reakcje odwodornienia są najczęściej odwracalnymi reakcjami endotermicznymi, zachodzącymi ze zwiększeniem objętości.
Według reguły przekory proces taki powinien być prowadzony w wysokiej temperaturze. Stosowane niekiedy tak zwane utleniające odwodornienie pozwala zwiększyć wydajność oraz obniżyć temperaturę reakcji.
Wydajność może zostać poprawiona również poprzez prowadzenie reakcji pod obniżonym ciśnieniem.
Jednak przemysłowe stosowanie podciśnienia jest kłopotliwe i raczej unika się takich rozwiązań. Dlatego do mieszaniny reakcyjnej (np. podczas odwodornienia alkanów) dodaje się przegrzanej pary wodnej, co obniża ciśnienia cząstkowe reagentów, poprawiając tym samym wydajność reakcji.
Podobnie jak w przypadku uwodornienia, procesy odwodornienia prowadzi się przy użyciu odpowiednich katalizatorów.